# Stanisław Zając
Stanisław Zając (1. maj 1949 – 10. april 2010) var en polsk politiker.
Han var medlem af Sejm i perioderne 1991-1993 og 1997-2001. Den 25. september 2005 blev han endnu engang indmeldt i Sejm, med 25.225 stemmer, som kandidat for partiet Lov og Retfærdighed.
Han omkom under et flystyrt den 10. april 2010, sammen med bl.a. Polens præsident Lech Kaczyński.
1. ↑  Navnet er anført på engelsk og stammer fra Wikidata hvor navnet endnu ikke findes på dansk.